# Amastus tolimensis
Amastus tolimensis là một loài bướm đêm thuộc phân họ Arctiinae, họ Erebidae.